# Праздничное шествие с песней. Коляда
«Праздничное шествие с песней. Коляда» (обычно упоминается в научной литературе и средствах массовой информации как просто «Коляда») — картина российского и советского художника Ефима Честнякова (псевдоним Евфимия Васильевича Самуилова). Полотно — одно из наиболее значительных и известных произведений художника, датируется отдельными искусствоведами периодом непосредственно после Октябрьской революции 1917 года. Оно изображает древний обходной славянский обряд колядования. Некоторые исследователи связывали картину с работой Честнякова с подростками в рамках программы разработанной им самим «Универсальной культуры». Ключевым звеном её являлся детский театр, в котором художник был одновременно сценаристом, режиссёром, композитором и музыкантом, а также актёром театрализованного представления, в котором принимали активное участие зрители-односельчане. Эти исследователи предполагали, что, возможно, полотно представляет не сам обряд, а театральную инсценировку по мотивам этого обряда, сочинённую, поставленную и оформленную Честняковым.
Картина входит в коллекцию Костромского государственного историко-архитектурного и художественного музея-заповедника. В настоящее время она экспонируется в Романовском музее на постоянной выставке «„Моё забытое, родное…“ (творчество Ефима Васильевича Честнякова)». Картина «Праздничное шествие с песней. Коляда» поступила в музей в чрезвычайно ветхом состоянии, но была восстановлена сотрудниками Всероссийского художественного научно-реставрационного центра имени И. Э. Грабаря.
Советский журналист Лариса Голушкина, писавшая на темы краеведения и искусства, называла полотно «Праздничное шествие с песней. Коляда» самым поэтичным в творчестве художника. Картина была неоднократно представлена на отечественных и международных выставках.

## История создания и судьба картины

### Датировка и название картины
Картина «Коляда» не подписана и не датирована автором, что характерно для большинства работ Ефима Честнякова. Каталог выставки картин и графики Ефима Честнякова в Риге в 1983 году осторожно указывал, что представленные на ней работы художника, включая «Праздничное шествие с песней. Коляда», написаны, вероятно, в 1910—1930-х годах. Принято считать, что к концу 1930-х годов Честняков прекратил занятия живописью и полностью сосредоточился на литературе и работе с детьми.
Директор Костромского государственного художественного музея Виктор Игнатьев в монографии о творчестве художника относил картину «Коляда» к периоду сразу после Октябрьской революции 1917 года. Культурная жизнь Кологрива в это время оживилась, в 1918 году открылся музей Дворца пролетарской культуры, при нём работала художественная студия, читались лекции по истории искусства, вышел первый номер журнала «Жизнь искусства». В это время Честняков активно участвовал в общественной и художественной жизни: в 1918—1920 годах был членом Костромского научного общества по изучению местного края, с ноября 1919 года стал принимать участие в работе Дворца Пролеткульта, преподавал в его художественной студии и организовал театральную студию, в Шаблово он создал «Детский сад», где дети занимались художественным творчеством, трудился в нём директором, учителем и воспитателем, стал народным заседателем волостного суда и выполнял его обязанности до 1925 года. К этому же времени Виктор Игнатьев относил самое значительное полотно художника «Город Всеобщего Благоденствия», а также небольшие картины «Двое у избушки», «Девушка, играющая на свирели», «Юноша и девушка у ручья», «Свидание», «Крестьянские дети», «Белошвейка». Общие черты для картин этого периода, по мнению Игнатьева, — отражение жизни на основе принципов народного искусства, с помощью метода «идеализирующей типизации действительности», сочетание новаторства с реализмом. Особое значение приобрели рациональная организация замкнутого пространства, устойчивая архитектоника композиции, внепленэрный способ изображения света, повтор как конструктивный принцип создания произведения, попытка передачи внутренней закономерности и организованности мира.

### Судьба полотна
После создания картина находилась дома у художника в деревне Шаблово (с 1930 года он свои картины больше не выставлял и не продавал), где у него кроме неё была целая серия небольшого размера полотен, которые Честняков называл «Колядками». Учительница из кологривской средней школы, побывавшая в своё время в гостях у Честнякова, рассказывала в 2015 году сотрудникам Костромского музея-заповедника именно об этих работах:

"Ну вот картины — стена, так вот проход туда дальше, в другую комнатку ещё. Там довольно и по стене висели картинки небольшого формата. Ну вот примерно четвёртая часть скатерти-то (показывает на столе). Вот такого примерно формата. Все [картины] друг с дружкой вплотную-вплотную-вплотную, все-все-все-все! Он [художник] мне и говорит: «Ну вот, это „Колядки“! Поди слыхивала колядки-то?» Я слыхивала, что бывают колядки, но что они представляют, не знаю (шёпотом). Я говорю: «Слыхивала, что бывают колядки! Но никогда не видывала!» — «Ну вот, смотри!» — показывает мне"— Экспедиционные записи о Е. В. Честнякове. Кологривский район Костромской области (записаны и опубликованы Е. А. Самоделовой
Изображение обряда колядования присутствует и в одном из литературных произведений художника — в рассказе «Ручеёк».
После смерти Ефима Честнякова в 1961 году районный отдел культуры отказался принять на хранение в музей картины, скульптуры и рукописи художника. Его произведения воспринимались как наивные картинки, не представляющие искусствоведческого интереса. Они оставались некоторое время в опустевшем доме художника в Шаблове. Картины и скульптуры стали уносить сначала деревенские дети, а затем и их родители. Некоторые односельчане считали Ефима Честнякова святым и провидцем, верили, что его вещи могут принести исцеление от болезни. У одних полотна художника висели в красном углу рядом с иконами, у других — хранились в холодных горницах или чуланах.
Реставратор Сергей Голушкин писал позже о состоянии картины «Праздничное шествие с песней. Коляда» после её приобретения музеем: «Тонкий холст под тяжестью красочного слоя рвался на части. Е. Честняков сшивал их суровыми нитками через край, по живописи, а чтобы не было видно швов, прописывал красками по ниткам. С оборота подклеивал куски ткани, клеёнки». Реставраторы вынуждены были дублировать холст на новое полотно, после этого он был натянут на подрамник. При реставрации «Коляды» использовались натуральные материалы — рыбный клей и воско-канифольная мастика, которыми картина обрабатывалась с лицевой и оборотной стороны. Галушкин отмечал, что реставрация доставила сотрудникам Всероссийского художественного научно-реставрационного центра имени И. Э. Грабаря как профессиональное, так и эстетическое удовлетворение.
По степени сложности реставрации Голушкин ставил картину «Праздничное шествие с песней. Коляда» на первое место среди всех работ художника: она была написана на наиболее тонком холсте пастозными красками, которые, напротив, требуют максимально толстого полотна; подрамника у картины не было, поэтому холст дал сильную усадку, образовались складки, захватившие и красочный слой, что сделало их жёсткими и практически нераспрямляемыми; описанные процессы стали происходить ещё при жизни самого художника и к началу реставрационных работ зашли уже чрезвычайно далеко. Добавлялись также общие проблемы полотен художника: он их часто перевозил, существовали утраты авторского красочного слоя, копоть и пыль въелись в краску, сами крестьяне, ставшие владельцами картин художника после его смерти, неудачно пытались их подновлять.

### Картина и подготовительные работы к ней в коллекции Романовского музея
Техника исполнения картины «Праздничное шествие с песней. Коляда» — масляная живопись по холсту. Размер полотна — 96 × 213 см. Картина входит в коллекцию Костромского государственного историко-архитектурного и художественного музея-заповедника (инвентарный номер — КМЗ КП-2719). В настоящее время она экспонируется в Романовском музее на постоянной выставке «„Моё забытое, родное…“ (творчество Ефима Васильевича Честнякова)». Картина была неоднократно представлена на отечественных и международных выставках. Так, в каталоге персональной выставки художника, состоявшейся в 1977 году в Москве (Выставочный зал в Кадашах) и Костроме (Музей изобразительных искусств), она значится под номером 39, она также упоминается в Каталоге персональной выставки Честнякова, изданном в 1983 году в Риге. В ноябре 2005 — январе 2006 годов она была представлена на выставке в Казани (Государственный музей изобразительных искусств Республики Татарстан).
Кандидат культурологии Игорь Шаваринский в своей диссертации упоминает эскиз к картине «Коляда», также находящийся в коллекции Костромского музея-заповедника (КМЗ / КХМ КП-6377). На нём различим образ Тетеревиного короля, который отсутствует в окончательном варианте картины «Коляда», но стал центральным на другой картине художника — «Тетеревиный король» (масляная живопись по холсту, 71,5 × 85,5 см, реставратор Е. Малягина, КМЗ КП без номера). Каталоги выставок художника 1977 и 1983 года упоминают ещё два эскиза к картине «Коляда», представленные в их экспозиции: «Гости» (бумага, акварель, 36 × 55 см, КМЗ КП-502) и «Славят» (бумага, акварель, 36 × 45 см, КМЗ КП-501). Сергей Голушкин отмечал, что в отличие от многих художников, которые вносят изменения в окончательный вариант изображения на холсте, накладывая один красочный слой на другой, Честняков делал большое количество предварительных этюдов и эскизов и только после этого начинал работу над холстом.
Игнатьев и Трофимов упоминали, что в записных книжках художника неоднократно встречаются наброски картины «Коляда», по мнению авторов книги, это свидетельствует о том, что Честняков «постоянно носил
в себе главную и важную мысль, которую хотел как можно точнее выразить в художественных образах».

## Изображение на картине и его художественные особенности
Действие картины происходит 18 августа по старому стилю (по новому — 31 августа), в день мучеников Флора и Лавра. На этот день в русской деревне приходился обряд колядования. Участники обряда переодевались в козу, коня, корову, медведя. Они ходили по деревне и в песнях желали односельчанам хорошего урожая, богатства, детей, требовали соблюдения традиций. От хозяев посещённых домов его участники в обмен на песни получали подарки.
На первом плане картины перед зрителем предстают непосредственные участники колядования. Они возносят хвалу Коляде и желают хозяевам счастья. В центре — мальчик с гармошкой и девочка с подсолнухом (по предположению Катковой, девочка — сама Коляда), рядом с ней справа — два спутника: мальчик с гармошкой и мальчик, играющий на рожке. С левой стороны от центрального персонажа стоит рында с бердышом и в шапочке, которая напоминает шлем. Тем не менее он, как и другие участники обряда, изображён босым, а его одежда в заплатках. Старший научный сотрудник отдела образовательных программ Костромского музея-заповедника О. Н. Румянцева считала, что цветок (по её мнению, это ромашка) в руках девочки является символом солнца. Жители деревни собрались к нему, чтобы помочь солнцу в трудное для него время. Для борьбы со злыми силами на переднем плане, по мнению Румянцевой, изображён рында с оружием в руках. Ещё дальше — старик с посохом и наполненной дарами корзиной. По предположению С. С. Катковой, стражник охраняет дары, которые несёт старец.
На изображённых на переднем плане участников обряда направлено внимание остальных жителей деревни — детей и взрослых. Светлана Каткова предположила, что эта часть полотна является натурным изображением. На втором плане сразу за участниками обряда в толпе стоят женщины, а ещё дальше — мужчины. Слева в окне избы — семейный портрет: отец, мать, их сын и дочь. Девочка облокотилась на подоконник и положила голову на ладонь левой руки, она мечтательно глядит вверх, мальчик «подбородком опирается на кулачки» и с любопытством смотрит вниз — на колядующих. Над ними видны лица родителей. Под окном — группа детей разного возраста, наблюдающих колядование. Дальше к центру — высокое крыльцо, на котором мать с дочкой облокотились на парапет, справа от них уселся на парапет мальчик, сосущий палец, а слева — другой мальчик встал в полный рост на этот же парапет. За ними виднеются взрослые. В этой части полотна на брёвнах избы художник написал текст колядки:
«…И взошла Коляда

К Дорофею во двор;

Дорофеев двор —

На три терема!

На три терема,

На три горницы, —

Под окошками

Вьются горлицы.

Под окошками

Дивный сад цветёт;

Ходят курочки,

Петушок поёт!

Во первом-то терему

Это месяц светлый —

Сидит сам господин

Дорофей Иванович!

Во втором-то терему

Это солнце ясное —

Сидит сама госпожа

Дарья Трифоновна!

А в третьем-то терему,

Как цветочки во саду,

Малы деточки —

Ясны звёздочки!

У окошечка сидят,

Добрым людям говорят:

«Ай, жить бы вам да не стариться!

В мире честным трудом вечно славиться!…»
Из переулка бегут опоздавшие мальчик и девочка. На правой части полотна изображён богатый двор с большим каменным домом и колоннами вдоль фасада. Они разделяют здание на три вертикальных ряда изображений (в ряду находится по три изображения). В верхнем горизонтальном ряду находятся три поясных портретных изображения: Дорофей Иванович, его жена Дарья Трифоновна и их пятеро детей. Все они сидят у окна, положив руки на подоконник, занавески, подобно сценическому занавесу, служат фоном для персонажей. Перед изображёнными в окнах дома на подоконниках стоят чаши с ягодами. Под портретом отца находится изображение трёх высоких стогов, рядом — овин для сушки перед обмолотом и ток, где зерно засыпают в мешки. Нижняя картина в этом вертикальном ряду закрыта яблоней с уже созревшими красными яблоками, вокруг которой летают горлицы. Под портретом Дарьи Тимофеевны находится изображение сцены ухаживания за ней ещё юного Дорофея. Дарья — в образе девочки с прялкой на завалинке, а рядом с ней её будущий супруг — подросток. К избушке ведут две дороги, к лежащей на лугу козочке приближается козлик (которые дублируют сцену ухаживания). Ещё ниже, в окне видны фигурки домовых: «дедушко-домоведушко, соседушко, кикимора (?)». По предположению Катковой, это — «житные духи», которые стерегут дом и жито (но, если о них не проявляют заботу хозяева дома, то они, напротив, похищают их имущество). В интерпретации Виктора Игнатьева, который основывался на воспоминаниях художника о своём детстве, житные духи — соседушко, кикимора и лизун. Если соседушко и кикимора живут на подволоке и под подволокой, а также под лестницей, то лизун живёт за квасницей, в трубе и в овине. По мнению Игнатьева и Трофимова, введение в сюжет «Коляды» никак с ней не связанных сюжетно лизуна и кикиморы усиливает фольклорное начало
Сцена под групповым портретом детей изображает их летом на лугу на спуске с горы. Дети играют «на дудочках, свирельке, свистульках и только одна нарядная девчушка пляшет». На самой нижней части этого вертикального ряда из небольшого окна хлева высунулась мордочка белой козы, которая считалась символом плодовитости. Под домом «Ходят курочки, Петушок поёт». Вокруг них двенадцать цыплят.

### Композиция картины
Светлана Каткова отмечала, что художник обычно вводил в композицию своих полотен надпись, как в старинных русских народных лубках. Если в некоторых картинах («Наш фестиваль», «Свахонька любезная…»), она играет роль сопроводительной надписи, то на картине «Коляда» надпись заполняет «целые столбцы в половине полотна». Такое использование текста Каткова сопоставляла с приёмами художников-авангардистов начала XX века, которые наклеивали на холст этикетки и газетные заголовки, включали тексты в саму живописную фактуру картин.
По другому оценивал роль надписи на картине Игнатьев. Он считал, что надпись помогает зрителю глубже понять смысл полотна и расшифровывает некоторые его художественные образы. Игнатьев обращал внимание на то, что текст буквально воспроизводит изображение. Так, над изображением Дорофея Тимофеевича действительно сияет «ясный месяц», а над пятью детьми, выглядывающими из окна, — «ясны звёздочки».
Советский искусствовед Игнатьев выделял в картине «Коляда» три части: слева изображения, связанные с деревенской избой, справа — композиция, центром которой является трёхъярусный белокаменный терем, а в центре — толпа крестьян, «вливающихся» на деревенскую площадь. Игнатьев обращал внимание, что художник выбрал позицию наблюдателя с некоего невидимого зрителям возвышения сверху и впереди изображённой им площади. Это позволяет ему запечатлеть максимально возможное пространство — не только крестьян, пришедших на площадь, но и мальчика с девочкой, которые бегут по переулку, находящемуся за площадью. При изображении неодушевлённых объектов Честняков применяет приём, использованный также в картине «Город Всеобщего Благоденствия», — он изображает только часть предмета (например, деревенской избы), позволяя зрителю дорисовывать данный объект в своём воображении.
Лариса Голушкина выделяла в картине две части: одна, по её мнению, воспроизводит обряд колядования, а другая — сцены труда и отдыха крестьян. При этом изображения праздника и изобилия на полотне она считала теми самыми пожеланиями, с которыми дети обращались к односельчанам.

### Колористическое решение полотна
Светлана Каткова отмечала, что контур-обводка идёт у художника на этой картине не только вокруг лица, но им выделены ещё и нос, глаза, рубаха, платок, тем не менее он «не только не мешает, а даже не запоминается». Контур воспринимается лишь как тень, передающая объём тела персонажа.
Виктор Игнатьев отмечал единство цветовой тональности картины. В сочетании красок отсутствует какой-либо конфликт, нет направленного движения к какой-либо доминанте, цветовые акценты приглушены. Красочные пятна художником намеренно локализованы, они не вступают во взаимодействие с расположенными рядом, как это принято в пленэрной живописи. Честняков обвёл каждое из них тёмной линией, что сделало их изолированными друг от друга. При этом красочные пятна включены в общую цвето-плоскостную композицию. Ведущим является изумрудно-зелёный цвет. Такая гамма создаёт особый эмоциональный настрой, отличающийся спокойствием и торжественностью, которую советский искусствовед сравнивал с исполнением многоголосной русской народной песни в тёплый летний вечер.

## Советские и российские искусствоведы о замысле художника
Российский искусствовед Светлана Каткова разделила все картины Честнякова на две большие группы. Картины первой группы, по её мнению, посвящены традиционным обычаям и обрядам Костромской губернии, в основе картин второй группы лежат сочинённые самим художником сказки. Их сюжет разворачивается в реальном мире родной деревни художника. Обе группы картин обычно изображают какое-то театральное представление из тех, которые ставил художник с деревенскими детьми. Искусствовед, отталкиваясь от этого, считала, что на картине «Коляда» Е. Честняков изобразил, «как дети, в театральном действии представляя обряд, познают культуру народа, а художник в дополнение, через символику, знакомит их с идеей Семьи как основной ценностью Жизни». Прославление Солнца соотнесено с семьёй, а картина, по мнению Катковой, посвящена взаимосвязи Солнца и Семьи, которые обеспечивают людям мир и благополучие. Честняков не сумел создать собственной семьи и считал эту тему (любовь, выбор невесты, свадебный обряд, единство семьи) важной, неоднократно возвращался к ней в своих литературных и живописных произведениях.
По мнению Катковой, на картине предстаёт не сам обряд, а его воплощение на сцене, эпизод из работы художника с подростками по программе так называемой «Универсальной культуры», которую он разработал. Ключевым звеном её был детский театр: «Сам он был и сценаристом и режиссёром, композитором и музыкантом, исполнителем многих ролей театрализованного представления, в котором и зрители и действующие лица составляли нечто единое». У старика на переднем плане борода явно накладная и является частью актёрского реквизита, его руки и ноги принадлежат ребёнку и не соответствуют по размеру конечностям взрослого человека. Отличаются они и постановкой, характерной для детей. Подсолнухи, цветы, деревце, по мнению Светланы Катковой, склеены из бумаги и ярко раскрашены, они взяты из реквизита фестивалей художника.
В персонаже первого ряда справа (с гармошкой под мышкой), который резко выделяется городским костюмом, галстуком, городской кепкой, отсутствием бороды, Каткова увидела режиссёра, поставившего это представление, — самого Ефима Честнякова (правда, она оговаривает, что по утверждению И. А. Серова, близко знакомого с художником, тот признавался, что никогда не изображает себя на собственных картинах).
Каткова считала: Честняков понял, что старинные костромские обряды исчезают под напором новой жизни, и решил сохранить их на своих полотнах. Художник сам участвовал в деревенских праздниках, просил деревенских стариков рассказывать об обрядах, затем он вместе с детьми разыгрывал обрядовое театрализованное представление перед взрослыми.
Виктор Игнатьев писал, что в картине нашла выражение суть художественного мировоззрения Честнякова. По его мнению, на полотне изображён всё-таки сам обряд колядования — исполнение песен, связанных с весенним циклом плодородия, которые распевали ходившие по деревне подростки. В песнях содержались пожелания благополучия щедрым и предсказание разорения скупцам. Игнатьев считал, что картина вобрала в себя целый ряд лейтмотивов, характерных для творчества Честнякова: юноша с гармошкой в центре напоминает фигуру из картины «Наш фестиваль», девочка с подсолнухом — персонаж из картины «Свадьба», мальчик с дудочкой вновь повторяет образ из «Нашего фестиваля». Искусствовед обнаруживал на картине также персонажей полотен «Женщины и дети», «Слушают гусли», «Праздничное шествие. Мир».
Игорь Шаваринский, цитируя исследователей творчества художника, писал, что на картине Честняков «мог запечатлеть эпизод из своей работы с детьми по программе Универсальной культуры». Ефим сам обычно играл на гармони, а необычно наряженные дети играли на глиняных свистках и дудках, били в бубны и звенели колокольчиками. Ученица Честнякова Нина Румянцева, которая участвовала в колядовании, будучи девочкой, вспоминала спустя годы, что дети любили колядовать с художником. Одна девочка, по её словам, была одета Солнышком — в цветной широкой юбке и с короной на голове. Детям художник раздавал музыкальные инструменты, а сам играл на гуслях, колокольцах или гармошке. Дети ходили по дворам, пели и плясали. По мнению самого Шаваринского, полотно, в силу своего значительного размера, как и некоторые другие картины художника, могло служить задником (декорацией) для театральных представлений, поставленных художником. Он считал, что это полотно перекликается с картиной «Наш фестиваль».
Автор биографического очерка о Честнякове в справочнике «Любительское художественное творчество в России XX века» доктор искусствоведения К. Г. Богемская осторожно пишет, что художник в картине «Коляда» пересказывает фольклорные сюжеты. Отдельно от этого она сообщает о создании Честняковым детской театральной студии, но не устанавливает связь между этими двумя событиями.

## Картина «Коляда» в художественной литературе
В книге советского и российского детского писателя Льва Кузьмина «Чудесное яблоко» глава VII рассказывает о том, как Ефим Честняков впервые представляет своим односельчанам новую картину «Праздничное шествие с песней. Коляда» во время своего очередного «фестиваля»: «А Ефим светлую рогожу с тележки смахнул и установил там картину — яркую, цветастую, свеженькую, нарочно для нынешнего утра сохранённую в секрете». В представлении, устроенном художником, участвуют местные дети. Они играют на глиняных свистульках, одев на себя «бумажные маски с бородами из кудели, всякие шляпы да колпаки». Честняков читает зрителям колядные стихи, которые надписаны на картине. Односельчане подходят к картине, а когда начинают её разглядывать, то обнаруживают на ней изображение собственных детей и самого художника: «А ведь это вот моя Манюшка с подсолнушком нарисована… А это, с гармошкою, мой Гришутка… А вот это и сам Ефим Васильевич! Тоже стоит с гармонью под мышкой, командует всем хором».
Советский поэт, писатель, а позже православный священнослужитель Вячеслав Шапошников в романе «Ефимов кордон» (о жизни и творчестве Честнякова), опубликованном в 1978 году в московском издательстве «Современник», описывает «необыкновенную привязанность» Ефима Честнякова к детям, упоминает его импровизированные спектакли на деревенских улицах, в том числе «коляду», в которой принимала активное участие «ряженая детвора».